# 新界區專線小巴10M線
新界區專線小巴10M線是香港一條由李強企業有限公司營辦的綠色專線小巴路線，由慧安園往來觀塘（裕民坊），提供寶林、慧安園、新都城、茵怡花園往來觀塘的接駁鐵路服務。

## 歷史
- 1982年：本路線前身為10A，前往觀塘及調景嶺平房區。[3]
- 1990年：本線加價。[4]
- 1996年10月：因應調景嶺平房區清拆，改為往來寶林及觀塘(裕民坊)，並改稱10M。
- 2012年2月5日：調整票價，全程收費由$5.5調整至$5.9[5]。
- 2014年5月1日：因應觀塘市中心重建計劃及同仁街臨時小巴總站啟用，總站遷往觀塘（同仁街）。
- 2019年1月27日：為避開將軍澳隧道公路轉往寶順路及寶康路時駛經的兩個彎位，從而減低車輛耗損，改善班次穩定性[6]，往將軍澳方向改經寶順路、寶琳北路、寶豐路及貿業路，然後返回貿泰路原有路線；取消運亨路「新都城一期」分站，並增設寶豐路「新都城」分站。[7]
- 2021年4月2日：配合裕民坊公共運輸交匯處啟用，觀塘總站遷往該處的小巴總站部分。[8]

## 服務時間及班次
| 將軍澳（慧安園）開 | 將軍澳（慧安園）開 | 將軍澳（慧安園）開 | 觀塘（裕民坊）開 | 觀塘（裕民坊）開 | 觀塘（裕民坊）開 |
| 日期               | 服務時間           | 班次（分鐘）       | 日期             | 服務時間         | 班次（分鐘）     |
| ------------------ | ------------------ | ------------------ | ---------------- | ---------------- | ---------------- |
| 每日               | 06:15-06:30        | 5                  | 每日             | 06:15-06:30      | 5                |
| 每日               | 06:30-09:30        | 3                  | 每日             | 06:30-09:30      | 3                |
| 每日               | 09:30-16:30        | 7                  | 每日             | 16:30-00:30      | 7                |
| 每日               | 16:30-20:45        | 3                  | 每日             | 16:30-20:45      | 3                |
| 每日               | 20:45-23:00        | 1                  | 每日             | 20:45-00:01      | 1                |
| 每日               | 23:00-23:45        | 1                  | 每日             | 23:00-23:45      | 1                |
| 每日               | 23:45-00:00        | 1                  | 每日             | 23:45-00:00      | 1                |

## 收費
- 全程收費：$7.1
- 分段收費：
  - 由觀塘工業中心往觀塘（裕民坊）：$4.0
  - 過將軍澳隧道後往慧安園：$2.7
  - 由慧安園/寶琳站往將軍澳體育館（非繁忙時間）：$4.0

### 免費轉車服務
- 由怡心園往觀塘方向的乘客，可免費乘車，在小巴到達慧安園總站後才付錢。
- 往慧安園的乘客仍需在落車時付錢。

## 用車
本線與13、110及110A線共用22輛豐田 Coasta 石油氣小巴及5輛21輛豐田 Coasta 柴油小巴行駛，全部均為16座小巴。
| 車牌   | 車型代號 |
| ------ | -------- |
| BB8861 | 6LS      |
| DA9981 | 6LS      |
| FW6866 | 6LS      |
| GF 770 | 6LS      |
| GS3983 | 6LS      |
| HE7786 | 6LS      |
| HH8117 | 6LS      |
| MA2661 | 5LS2     |
| NB9678 | 6LS      |
| NK7629 | 6DS      |
| NL4595 | 6DS      |
| NM1546 | 6DS      |
| NM5706 | 6DS      |
| NM9878 | 6DS      |
| PB 817 | 6LS      |
| PB4328 | 6LS      |
| PC6804 | 6LS      |
| PD2914 | 6LS      |
| PE1993 | 6LS      |
| PE9580 | 6LS      |
| PF1080 | 6LS      |
| PH4519 | 6LS      |
| PJ6501 | 6LS      |
| PL3913 | 6LS      |
| PP3610 | 6LS      |
| PS7021 | 6LS      |
| PT3266 | 6LS      |

## 行車路線
- 寶林（慧安園）開：毓雅里、寶豐路、貿業路、運亨路、運隆路、寶康路、將軍澳隧道公路、將軍澳隧道、將軍澳道、天橋、茶果嶺道、鯉魚門道、觀塘道、協和街。
- 觀塘（裕民坊）開：協和街、物華街、康寧道、觀塘道、鯉魚門道、將軍澳道、將軍澳隧道、將軍澳隧道公路、寶順路、寶林北路、寶豐路、貿業路、貿泰路、貿業路、寶豐路、陶樂路、寶豐路、毓雅里。

## 使用狀況
- 本路線提供寶林邨、慧安園、富麗花園、旭輝臺、怡心園、新都城、茵怡花園、疊翠軒往來觀塘同仁街的接駁港鐵觀塘站的鐵路服務。
- 由於本線走線直接，比行經寶琳路的93A、93K及98A快捷，而且班次頻密和途經將軍澳隧道，因此深受乘客歡迎，繁忙時段經常出現排長龍等候本線的情況。
- 港鐵將軍澳綫通車後，本線失去接駁港鐵的一批乘客，導致客量大幅下跌，由於將軍澳往來觀塘的需求仍然很高，乘搭港鐵要在調景嶺站轉乘觀塘綫往觀塘，車費又較高，又沒有速度上的優勢，加上不少人乘搭本線轉乘途經觀塘道的逾40條新界及九龍巴士路線（例如往來葵青的38及42C；往來荃灣的40；往來馬鞍山的89C及89D；往來沙田的80、80X、89、89B、88X及89X；往來大埔的74X；往來北區的277E及277X；往來元朗及天水圍的268C及269C；往來屯門的258D及259D等），因此客量仍保持不俗，仍然受寶林前往九龍的居民歡迎。